# Халиктар-Достиги
Халикта́р-достиги́ (каз. Халықтар достығы) — село у складі Жетисайського району Туркестанської області Казахстану. Адміністративний центр Абайського сільського округу.
До 2000 року село називалось Дружба народів або Отділення № 1 совхоза імені Кірова.
Населення — 2838 осіб (2021; 3035 у 2009, 2172 у 1999, 2580 у 1989).